# Élisabeth Degryse
Élisabeth Degryse (ur. 22 września 1980 w Ixelles) – belgijska i waloński polityk oraz samorządowiec, od 2024 minister-prezydent wspólnoty francuskiej.

## Życiorys
Córka nauczyciela i samorządowca oraz pielęgniarki. Studiowała politologię i historię na Université catholique de Louvain, kształciła się też w Norwegii. Była wolontariuszką organizacji pozarządowej w Indiach, pracowała w brukselskiej spółce komunalnej odpowiadającej za czystość.
Zaangażowała się w działalność polityczną w ramach Centrum Demokratyczno-Humanistycznego, przekształconego następnie w Les Engagés. Była asystentką deputowanego do parlamentu Regionu Stołecznego Brukseli i zastępczynią szefa gabinetu wicepremier Joëlle Milquet. Później od 2011 pracowała w instytucji ubezpieczeniowej Mutualité Chrétienne, od 2020 jako wicedyrektor. W 2024 została wybrana do Izby Reprezentantów. Wkrótce jednak zrezygnowała z mandatu, obejmując w lipcu 2024 stanowisko ministra-prezydenta wspólnoty francuskiej. Została także ministrem do spraw budżetu, szkolnictwa wyższego i edukacji uzupełniającej, kultury oraz stosunków międzynarodowych i Frankofonii.
Mężatka, ma czworo dzieci.